# Бучинскас, Пятрас Игнович
Пятрас (Петрас) Игнович Бучинскас — председатель колхоза имени Марите Мельникайте Паневежского района Литовской ССР, Герой Социалистического Труда.

## Биография
Родился 1 (14) ноября 1902 года в семье крестьянина в д. Сабоню (Литва, Паневежский уезд). Член ВКП(б) с 1945 года.
С 8-летнего возраста батрачил у кулаков. После службы в литовской армии - строитель (с 1927), лесник.
Во время Великой Отечественной войны - командир партизанского отряда, после войны - председатель волостного исполкома, в 1950-1953 начальник политотдела Науяместской МТС.
С 1953 г. председатель колхоза имени Марите Мельникайте Паневежского района Литовской ССР.
Указом Президиума Верховного Совета СССР от 1 октября 1965 года присвоено звание Героя Социалистического Труда с вручением ордена Ленина и золотой медали «Серп и Молот».
Избирался депутатом Совета Союза Верховного Совета СССР 5-го созыва от Литовской ССР, Верховного Совета Литовской ССР 6-го и 7-го созывов.